# استیو تلوکه
استیو تلوکه (به انگلیسی: Stev Theloke) (زادهٔ ۱۸ ژانویهٔ ۱۹۷۸) شناگر اهل آلمان است.